# Zosuchus
Zosuchus is een geslacht van uitgestorven basale Crocodyliformes met een zeer korte snuit uit het Laat-Krijt. Het werd gevonden in de Redbeds van Zos Canyon (Djadokhta-formatie) in de Gobi-woestijn van Mongolië door expedities georganiseerd door het American Museum of Natural History, en beschreven door de paleontologen Diego Pol en Mark Norell in 2004. Pol & Norell (2004) vonden dat Zosuchus davidsoni het zustertaxon was van Sichuanosuchus en Shantungosuchus, waarbij de drie een basale clade van crocodyliformen vormden op basis van de aanwezigheid van een ventraal afgebogen posterieur gebied van de mandibulaire rami. Een cladistische analyse uit 2018 wees uit dat Zosuchus, samen met Sichuanosuchus, Shantungosuchus en Shartegosuchidae, een basale mesoeucrocodyliforme clade vormde, Shartegosuchoidea.
De typesoort is Zosuchus davidsoni. De geslachtsnaam verwijst naar Zos. Nog in 2004 moest de soortaanduiding geëmendeerd worden tot davidsonae. Zij eert immers Amy Davidson die de exemplaren prepareerde.

## Fossielen
Materiaal van Zosuchus davidsonae bestaat uit vijf exemplaren: 
- IGM 100/1305 (holotype): losse schedel en onderkaken
- IGM 100/1304: een schedel met onderkaken
- IGM 100/1306: de achterzijde van een schedel
- IGM 100/1307: een fragmentarische schedel
- IGM 100/1308